# Berneška
Berneška (Branta) je rod ptáků z čeledi kachnovitých. Jsou velmi podobní husám (Anser), od nichž se liší tmavším zbarvením a černýma nohama. V současné době je rozlišováno šest druhů bernešek, v Česku byly zjištěny čtyři druhy.

## Taxonomie
Tradičně bylo rozlišováno pět druhů bernešek, podrobnější průzkumy však odhalily, že severoamerické populace tvoří dva samostatné druhy (viz Fylogeneze). Někdy bývá jako samostatný druh odlišován také aljašský poddruh bernešky tmavé (Branta bernicla nigricans), toto rozdělení však není zatím uznáváno. V rodu je tak v současné době rozlišováno těchto šest druhů:
- berneška malá,[1] někdy také pod názvem berneška aljašská[2] (Branta hutchinsii) – s poddruhy B. h. hutchinsii, B. h. leucopareia, B. h. minima a B. h. taverneri
- berneška bělolící (Branta leucopsis)
- berneška havajská (Branta sandvicensis)
- berneška rudokrká (Branta ruficollis)
- berneška tmavá (Branta bernicla) – s poddruhy B. b. bernicla, B. b. hrota a B. b. nigricans
- berneška velká (Branta canadensis) – s poddruhy B. c. canadensis, B. c. fulva, B. c. interior, B. c.maxima, B. c. moffitti, B. f. occidentalis a B. c. parvipes

## Fylogeneze
Rod Branta je velmi podobný rodu husa (Anser), od něhož se oddělil ve svrchním miocénu (před asi 5,5 milióny let). Oba rody se od sebe odlišují především pneumatizací furkuly, obecně jsou ale rozdíly na fosilních pozůstatcích minimální.
Analýza mitochondriální DNA pomohla odhalit historii jednotlivých druhů v rámci rodu. V nearktické oblasti (Severní Amerika) se vyvinuly dvě linie, které si obě uchovaly primitivní vzhled šatu – menší berneška malá (B. hutchinsii) a větší berneška velká (B. canadensis). V pleistocénu se na území Severní Ameriky objevil druh Branta dickeyi. Fosilie tohoto ptáka byly objeveny v pleistocenních uloženinách na území amerického Marylandu. Bernešky pocházející z mateřské populace bernešky malé se rozšířily dále na východ do oblasti Palearktidy (Grónsko, Špicberky, ostrovy severního Ruska), kde se z nich po izolaci vyvinula berneška bělolící (B. leucopsis) s výrazně odlišnou kresbou hlavy. Naopak bernešky pocházející z mateřské populace bernešky velké se před asi 890 tisíci let rozšířily na Havaj, kde se z nich po izolaci a ztrátě tažného chování vyvinuly nejméně tři samostatné druhy, z nichž dodnes přežívá jen berneška havajská (B. sandvicensis).

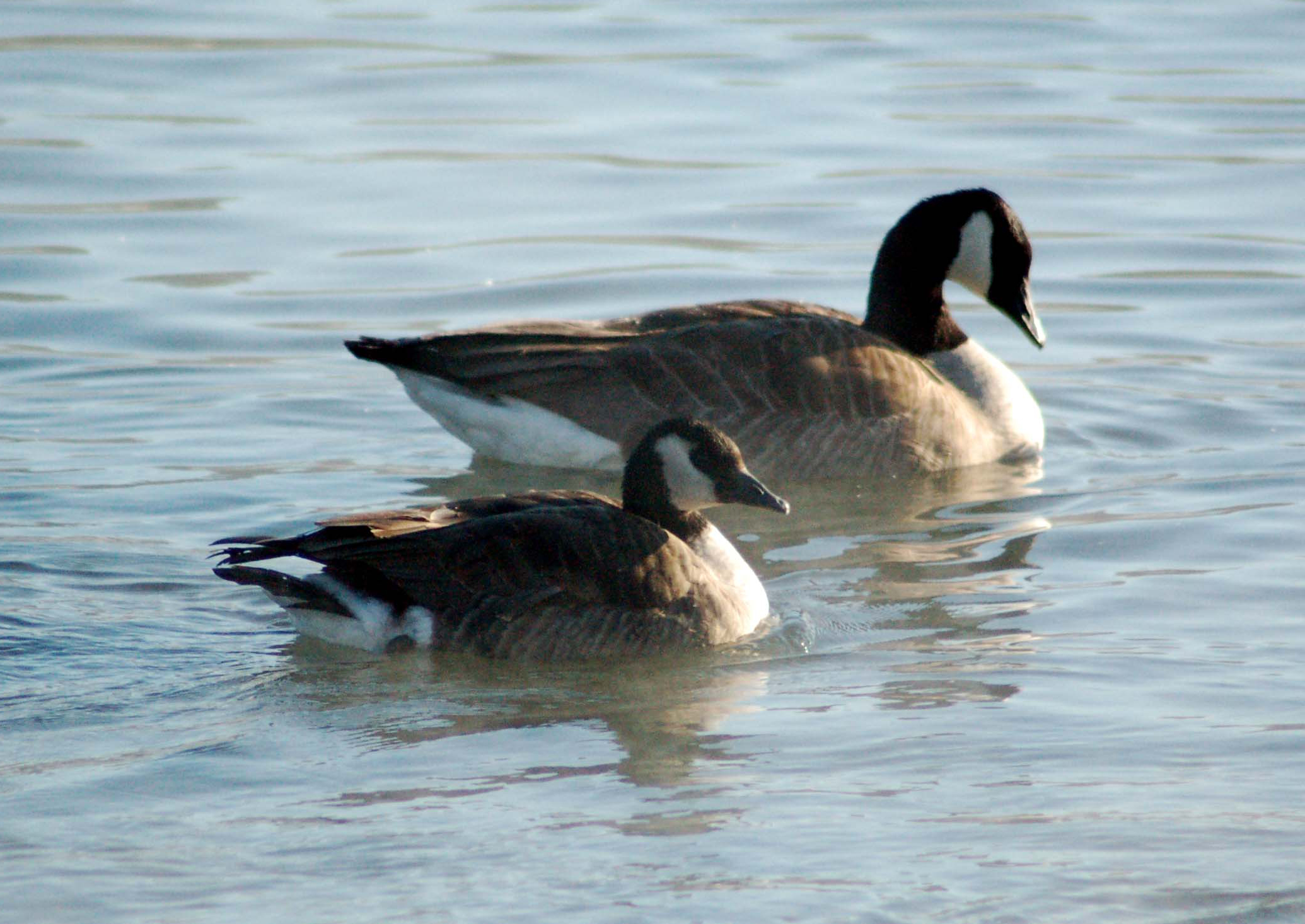
Dříve spojované druhy – v popředí berneška malá, v pozadí berneška velká

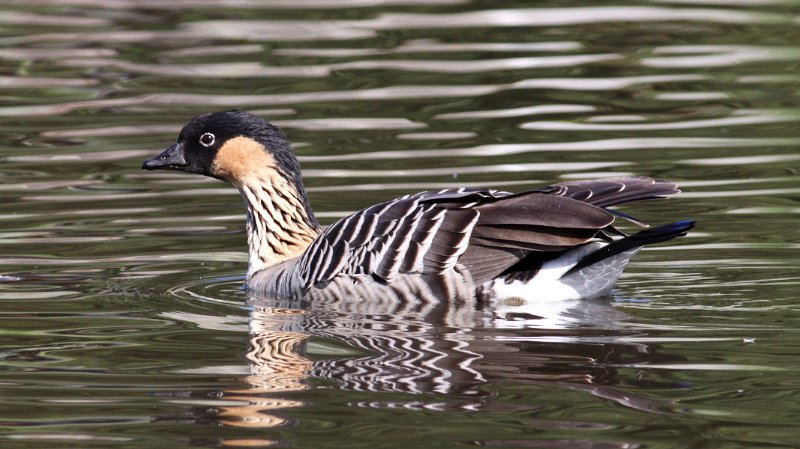
Berneška havajská, poslední přežívající druh Havajských ostrovů

|  | † obří havajská berneška                                                                 |
|  |                                                                                          |
|  | \| \| † B. hylobadistes \| \| \| \| \| \| B. sandvicensis, berneška havajská \| \| \| \| |
|  |                                                                                          |
|  | † B. hylobadistes                                                                        |
|  |                                                                                          |
|  | B. sandvicensis, berneška havajská                                                       |
|  |                                                                                          |

|  | † B. hylobadistes                  |
|  |                                    |
|  | B. sandvicensis, berneška havajská |
|  |                                    |

|  | † obří havajská berneška                                                                 |
|  |                                                                                          |
|  | \| \| † B. hylobadistes \| \| \| \| \| \| B. sandvicensis, berneška havajská \| \| \| \| |
|  |                                                                                          |
|  | † B. hylobadistes                                                                        |
|  |                                                                                          |
|  | B. sandvicensis, berneška havajská                                                       |
|  |                                                                                          |

|  | † B. hylobadistes                  |
|  |                                    |
|  | B. sandvicensis, berneška havajská |
|  |                                    |

|  | B. hutchinsii, berneška malá    |
|  |                                 |
|  | B. leucopsis, berneška bělolící |
|  |                                 |

|  | † obří havajská berneška                                                                 |
|  |                                                                                          |
|  | \| \| † B. hylobadistes \| \| \| \| \| \| B. sandvicensis, berneška havajská \| \| \| \| |
|  |                                                                                          |
|  | † B. hylobadistes                                                                        |
|  |                                                                                          |
|  | B. sandvicensis, berneška havajská                                                       |
|  |                                                                                          |

|  | † B. hylobadistes                  |
|  |                                    |
|  | B. sandvicensis, berneška havajská |
|  |                                    |

|  | † obří havajská berneška                                                                 |
|  |                                                                                          |
|  | \| \| † B. hylobadistes \| \| \| \| \| \| B. sandvicensis, berneška havajská \| \| \| \| |
|  |                                                                                          |
|  | † B. hylobadistes                                                                        |
|  |                                                                                          |
|  | B. sandvicensis, berneška havajská                                                       |
|  |                                                                                          |

|  | † B. hylobadistes                  |
|  |                                    |
|  | B. sandvicensis, berneška havajská |
|  |                                    |

|  | B. hutchinsii, berneška malá    |
|  |                                 |
|  | B. leucopsis, berneška bělolící |
|  |                                 |

|  | B. bernicla, berneška tmavá      |
|  |                                  |
|  | B. ruficollis, berneška rudokrká |
|  |                                  |

|  | † obří havajská berneška                                                                 |
|  |                                                                                          |
|  | \| \| † B. hylobadistes \| \| \| \| \| \| B. sandvicensis, berneška havajská \| \| \| \| |
|  |                                                                                          |
|  | † B. hylobadistes                                                                        |
|  |                                                                                          |
|  | B. sandvicensis, berneška havajská                                                       |
|  |                                                                                          |

|  | † B. hylobadistes                  |
|  |                                    |
|  | B. sandvicensis, berneška havajská |
|  |                                    |

|  | † obří havajská berneška                                                                 |
|  |                                                                                          |
|  | \| \| † B. hylobadistes \| \| \| \| \| \| B. sandvicensis, berneška havajská \| \| \| \| |
|  |                                                                                          |
|  | † B. hylobadistes                                                                        |
|  |                                                                                          |
|  | B. sandvicensis, berneška havajská                                                       |
|  |                                                                                          |

|  | † B. hylobadistes                  |
|  |                                    |
|  | B. sandvicensis, berneška havajská |
|  |                                    |

|  | B. hutchinsii, berneška malá    |
|  |                                 |
|  | B. leucopsis, berneška bělolící |
|  |                                 |

|  | † obří havajská berneška                                                                 |
|  |                                                                                          |
|  | \| \| † B. hylobadistes \| \| \| \| \| \| B. sandvicensis, berneška havajská \| \| \| \| |
|  |                                                                                          |
|  | † B. hylobadistes                                                                        |
|  |                                                                                          |
|  | B. sandvicensis, berneška havajská                                                       |
|  |                                                                                          |

|  | † B. hylobadistes                  |
|  |                                    |
|  | B. sandvicensis, berneška havajská |
|  |                                    |

|  | † obří havajská berneška                                                                 |
|  |                                                                                          |
|  | \| \| † B. hylobadistes \| \| \| \| \| \| B. sandvicensis, berneška havajská \| \| \| \| |
|  |                                                                                          |
|  | † B. hylobadistes                                                                        |
|  |                                                                                          |
|  | B. sandvicensis, berneška havajská                                                       |
|  |                                                                                          |

|  | † B. hylobadistes                  |
|  |                                    |
|  | B. sandvicensis, berneška havajská |
|  |                                    |

|  | B. hutchinsii, berneška malá    |
|  |                                 |
|  | B. leucopsis, berneška bělolící |
|  |                                 |

|  | B. bernicla, berneška tmavá      |
|  |                                  |
|  | B. ruficollis, berneška rudokrká |
|  |                                  |

### Fosilní druhy
Na Havajských ostrovech se při radiaci bernešek vyvinuly minimálně dva dnes již vymřelé druhy. Prvním byl nelétavý, vědecky dosud nepopsaný druh z ostrova Havaj, nazývaný „obří havajská berneška“, který dosahoval až čtyřnásobné velikosti oproti příbuzné, dodnes žijící bernešce havajské (B. sandvicensis). Tento druh byl od zbytku havajské populace izolován asi před 500 000 lety. Druhým fosilním druhem je Branta hylobadistes (havajsky nazývaný nene-nui), špatně létající velký druh z ostrova Maui, který byl vyhuben při kolonizaci ostrovů lidmi před zhruba 1 600 lety. Další nepopsané fosilní bernešky byly nalezeny na ostrovech Kauai a Oahu.